# Гражданская комиссия по правам человека
Гражда́нская коми́ссия по права́м челове́ка (ГКПЧ) (англ. Citizens Commission on Human Rights; CCHR) — некоммерческая общественная организация, ставящая своей целью расследование и предание гласности нарушений прав человека в психиатрии. Была основана в 1969 году Церковью саентологии и известным американским психиатром, профессором Томасом Сасом:21. Штаб-квартира комиссии располагается в Лос-Анджелесе, Калифорния. Членами Гражданской комиссии являются врачи, адвокаты, педагоги, правозащитники, деятели искусства, бизнесмены.

## Утверждения ГКПЧ о психиатрии
Гражданская комиссия по правам человека полагает, что в МКБ (международной классификации болезней) «низкий уровень научной достоверности», природу психиатрических диагнозов представители организации называют мошеннической. Представители Гражданской комиссии считают собственным долгом «разоблачать и содействовать запрету всех разрушительных практик, используемых в психиатрии». Психиатры, по мнению ГКПЧ, являются главным источником распространения наркотиков: они, по утверждению организации, «подсаживают» людей на опасные и формирующие наркотическую зависимость препараты:23.
По утверждению ГКПЧ (см., например, Информационный бюллетень комиссии № 5), причиной психических нарушений являются общемедицинские заболевания: аллергии, болезни почек, нехватка питательных веществ и пр. ГКПЧ заявляет, что обследование и лечение нужно проходить у терапевта, а не психиатра. После этого, по мнению представителей комиссии, симптомы психического расстройства исчезают без следа:24.
Гражданская комиссия настаивает на том, что всякое принудительное лечение должно быть запрещено, а недобровольная госпитализация — устранена. Человек, который совершает насилие или угрожает насилием, не должен, по утверждению комиссии, попадать на лечение к психиатрам, с ним следует поступать в соответствии с уголовным законодательством. Со всеми, кто совершает насилие или нарушает закон, следует поступать одинаково, будь он здоров или психически болен:24.

## Правозащитная деятельность
ГКПЧ призывает людей сообщать о злоупотреблениях и преступлениях в психиатрии, о неправомерном лишении свободы, мошенничестве, сексуальном насилии, «бесчеловечном» обращении и «жутких» условиях в психиатрических учреждениях. Организация документирует эти сведения и помогает донести их до органов власти:23—24. По словам президента и исполнительного директора некоммерческого партнёрства «Гражданская комиссия по правам человека» (Санкт-Петербург) врача-педиатра Р. В. Чорного, она помогает пострадавшим обратиться в правоохранительные органы, прокуратуру, органы здравоохранения и социальной защиты для отстаивания их прав.
Расследования, проведённые организацией в разных странах, привели к судебному преследованию многих психиатров, психологов и других работников сферы охраны психического здоровья. Но политика Гражданской комиссии по правам человека направлена не на устранение отдельных нарушений, а на ликвидацию всей системы психиатрической помощи и прекращение её финансирования:24.
В 2002 году ГКПЧ успешно подала заявление генеральному секретарю ООН о том, чтобы ежегодно сообщать Генеральной Ассамблее о прогрессе прав человека, в том числе в отношении лиц с психическими расстройствами. Например, 24 января 2014 года в Женеве на конференции по правам ребёнка был зачитан доклад «Карательная психиатрия в отношении детей-сирот России», подготовленный ГКПЧ России по запросу ООН.

## Оценки деятельности организации
По мнению известного психиатра В. Я. Евтушенко, заслуженного врача РФ, одного из создателей российского Кодекса профессиональной этики работающих в психиатрии, Гражданская комиссия препятствует людям осуществлять их конституционное право на защиту своего психического здоровья и на лечение его расстройств, поэтому совсем не случайно многие называют данную комиссию «псевдоправозащитной», а не «правозащитной». С другой стороны, В. Я. Евтушенко оценивает деятельность комиссии по выявлению злоупотреблений в психиатрии положительно. Он отмечает, что, совершая нарушения прав в сфере психиатрии, его коллеги тем самым «питают деятельность функционеров ГКПЧ». По утверждению В. Я. Евтушенко, психиатрам следует вести борьбу не с саентологами, а с нарушениями прав человека в собственной сфере, при этом вполне возможно сотрудничество с ГКПЧ:24—26.
Директор института Сербского Татьяна Дмитриева обвиняла организацию в дискредитации врачей и необоснованных нападках. Заведующий кафедрой психиатрии Южно-Уральского медицинского университета Ирина Шадрина говорит о попытках вербовки пациентов в секту саентологии, разрушении личности больных.
Президент общественной организации «Независимая психиатрическая ассоциация» Ю. С. Савенко и её исполнительный директор Л. Н. Виноградова называют Гражданскую комиссию «квази-правозащитой», поскольку она сведена к концентрату антипсихиатрии, и утверждают, что основной задачей Гражданской комиссии являются не конструктивные задачи, а очернение психиатров. С другой стороны, Савенко и Виноградова отмечают, что ГКПЧ выполняет в обществе полезную, «санитарскую» функцию, освещая те проблемы в сфере психиатрии, которые, безусловно, нуждаются в освещении, и что Гражданская комиссия успешно оказывает юридическую помощь гражданам, чьи права нарушаются. Как указывает Л. Н. Виноградова, ГКПЧ успешно препятствовала ужесточению российского законодательства в области психиатрической помощи.

## Инициатива о внесении поправок в Кодекс административного судопроизводства
В мае 2015 года президент ГКПЧ России Т. Ю. Мальчикова выступила с инициативой о внесении поправок в Кодекс административного судопроизводства Российской Федерации, сутью которых было исключение сроков подачи искового заявления о недобровольной госпитализации, а также изменение порядка проведения судебных разбирательств. Президент Международного Бюро по правам человека в сфере душевного здоровья Софья Доринская, врач-психиатр, считает, что исключение из текста закона сроков, ограничивающих подачу документов в суд и рассмотрения дела в суде, запутывание процедуры информирования суда, требование к судье лично обходить психиатрические заведения приведёт к тому, что гражданин, недобровольно помещённый в психиатрический стационар, вообще потеряет всякую надежду на защиту своих прав.

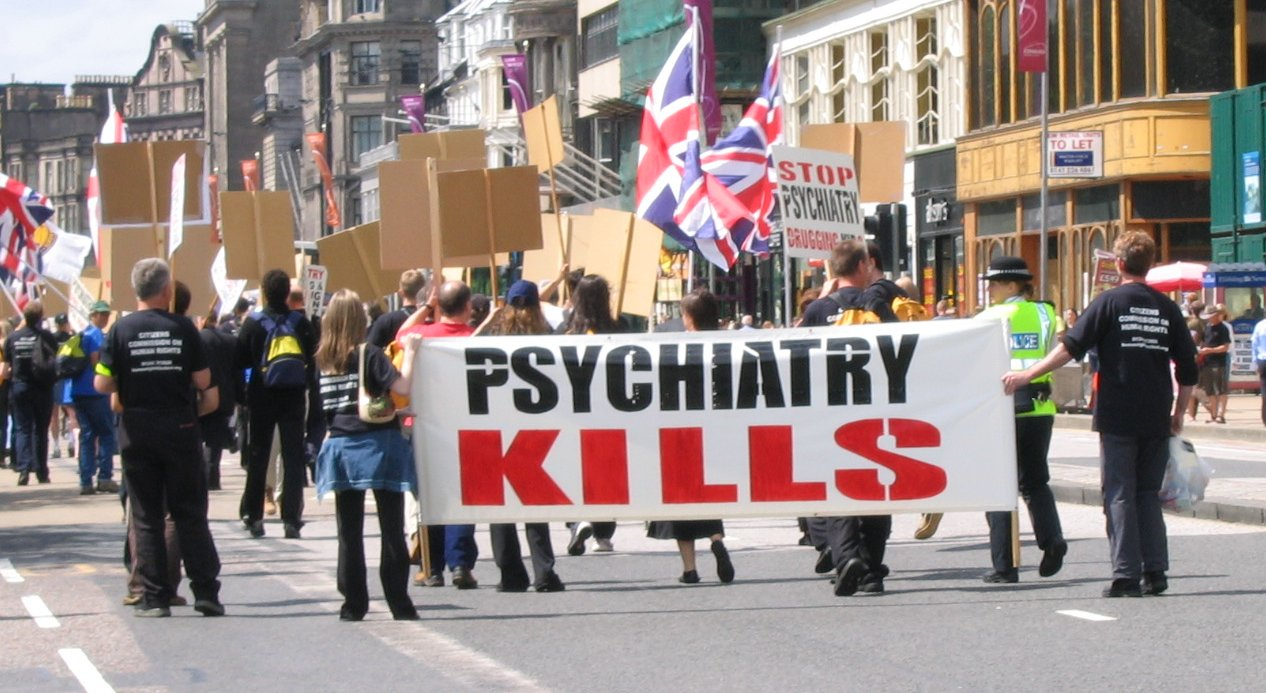
Демонстрация ГКПЧ в Эдинбурге (Шотландия)

## Публикации, выставки и другие материалы
Комиссия публикует брошюры, статьи и популярные документальные фильмы. Многие из них находятся в свободном доступе. В международном центре ГКПЧ в Голливуде (Калифорния) расположен музей «Психиатрия. Индустрия смерти».

## Сайт
- Официальный сайт (англ.)
- Официальный сайт (рус.)